# رفیق التمیمی
رفیق راغب التَّمیمی (۱۸۸۹ – ۱۹۵۷) تاریخ‌نگار، سیاستمدار و وکیل فلسطینی بود. چندین اثر دربارهٔ تاریخ مناطق نوشت. در آستانه و پس از جنگ جهانی اول، او یکی از اولین فعالان جنبش ملی عرب بود که برپایهٔ دولت عربی به رهبری شاهزاده فیصل در دمشق، پادشاهی سوریه، تشکیل شد. پس از جنگ جهانی دوم به عنوان یکی از فعالان جنبش ملی فلسطین نزدیک به محمد امین الحسینی ظاهر شد. او در سال ۱۹۴۵ به کمیتهٔ عالی عرب منصوب شد و رئیس جنبش پیشاهنگی شبه نظامی عرب فلسطین، النجادة (۱۹۴۵–۱۹۴۷) بود.

## زندگی
رفیق التمیمی یا محمدرفیق راغب التمیمی در نابلس، سنجق نابلس، ولایت بیروت، امپراتوری عثمانی، در سال ۱۸۸۹ از خانواده‌ای نابلسی کهن از مالکان زمین به دنیا آمد. تحصیلات ابتدایی و راهنمایی خود را در آنجا به پایان رساند. در سال ۱۹۰۲ به مدرسه مقدماتی مرجان در استانبول پیوست. سپس  به کالج سلطنتی استانبول پیوست و سه سال در آنجا ماند. در زمره دانشجویان ممتاز قرار گرفت و به دانشگاه سوربن پاریس فرستاده شد تا مدرک لیسانس خود را در رشتهٔ ادبیات و آموزش دریافت کند. پس از اتمام تحصیلات، به عنوان معلم تاریخ و ادبیات به ترتیب در دبیرستان‌های تسالونیکی، خربوط، بیروت، ازمیر و دمشق و سرانجام در دانشکدهٔ الصلاحیهٔ قدس منصوب شد.

### پیشه
او در دوران عثمانی در سیاست فعالیت کرد و یکی از کسانی بود که به جنبش عرب خدمت کرد و یکی از هفت جوان عرب بود که انجمن الفتاة را در سال ۱۹۱۱ در پاریس تأسیس کردند که یکی از اولین انجمن‌های ناسیونالیست عربی است که خواستار برابری عرب‌ها با ترک‌ها و ایجاد یک نظام غیر متمرکز در کشورهای عربی تابع سلطنت عثمانی بود. التمیمی از پاریس به استانبول بازگشت و در تعدادی از ایالت‌های سلطنت عثمانی به مناصب آموزشی گمارده شد و به عنوان استاد تاریخ در مکاتب سلطانی (مدرسه متوسطه) در سالونیک منصوب شد. سپس پس از شروع جنگ بالکان در سال ۱۹۱۲ به عنوان استاد تاریخ در مکتب سلطانی در منطقهٔ آناتولی شرقی منصوب شد و پس از مدتی به عنوان استاد مطالعات اجتماعی در مکتب سلطانی به بیروت منتقل شد.
رفیق التمیمی سپس به عنوان مدیر باشگاه «اتحاد و ترقی» در دمشق انتخاب شد، سپس به عنوان استاد مطالعات اجتماعی در مکتب سلطانی در ازمیر، سپس به عنوان استاد ادبیات و فلسفه در مکتب سلطانی در دمشق منصوب شد. همچنین به عنوان مدیر مدرسهٔ بازرگانی که توسط ناظم پاشا، والی بیروت در طول جنگ جهانی اول تأسیس شد، به عنوان استاد تاریخ در دانشکدهٔ صلاحیهٔ در قدس مشغول شد.
هنگامی که قیام عرب‌ها به رهبری حسین بن علی در ژوئن سال ۱۹۱۶ آغاز شد، التمیمی به ارتش فیصل بن الحسین پیوست. او در اوایل اکتبر ۱۹۱۸ با فیصل وارد دمشق شد و یکی از اعضای ادارهٔ مستقل عربی بود که در آن زمان تشکیل شد. سپس به عنوان مشاور غیرنظامی کمیسر نظامی فرستاده شده توسط دولت عربی دمشق به بیروت منصوب شد. زمانی که کنگرهٔ عمومی سوریه در دمشق برگزار شد، التمیمی یکی از نمایندگان فلسطین بود. رفیق التمیمی یکی از نمایندگان فلسطین یا سوریهٔ جنوبی در دو جلسهٔ کنگره بود که در ژوئن ۱۹۱۹ و مارس ۱۹۲۰ در دمشق تشکیل شد و خواستار استقلال کامل کشور سوریه در مرزهای طبیعی آن شد. وی بیانیهٔ بالفور، مهاجرت یهودیان به فلسطین، قیمومیت بریتانیا و فرانسه بر عرب‌ها را رد کرد و همچنین شاهزاده فیصل را به عنوان پادشاه مشروطهٔ کشور پادشاهی عربی سوریه در چارچوب نظام سیاسی نیابتی سلطنتی برگزید. فرانسوی‌ها او را به اعدام محکوم کردند.
پس از ورود نیروهای فرانسوی به دمشق در ژوئیه ۱۹۲۰ و سرنگونی حکومت فیصل، رفیق التمیمی مجبور به ترک سوریه و نقل مکان به فلسطین شد و در آنجا به عنوان مدیر دانشکدهٔ اسلامی در قدس منصوب شد و سپس به یافا رفت و به عنوان مدیر مدرسهٔ متوسطهٔ عامریه کار کرد. تا زمان بازنشستگی در آنجا ماند.
رفیق التمیمی به حزب عربی فلسطین و رهبری محمد امین الحسینی نزدیک بود، بنابراین پس از پایان جنگ جهانی دوم به عنوان عضو کمیتهٔ عالی عرب و مدیر دفتر آن در قدس انتخاب شد. او همچنین بین سالهای ۱۹۴۵ تا ۱۹۴۷ یکی از مقامات سازمان شبه‌نظامی «النجادة» بود که بعداً در چارچوب گروه‌های «الفتوة» و سیار «سازمان جوانان عربی» ادغام شد که تبدیل به مجموعه‌ای برای تربیت جوانان و آماده‌سازی آنها برای مقابله با سازمان‌های صهیونیستی شده بود.در نوامبر ۱۹۴۷، رفیق التمیمی به نمایندگی از کمیتهٔ عالی عرب، ضرورت تشکیل کمیته‌های ملی را در شهرها و روستاهای مختلف فلسطین اعلام کرد. کمیته به او، حسن ابوالسعود و معین الماضی وظیفهٔ تشکیل کمیته‌های ملی در سراسر فلسطین را سپرد. در ۲۲ نوامبر ۱۹۴۷، رفیق التمیمی به همراه حسن ابوالسعود در سازماندهی نشست گروهی از شخصیت‌های ملی‌گرای شهر یافا شرکت کرد که در روز بعد، کمیتهٔ ملی پانزده نفره تشکیل شد. این اولین کمیتهٔ ملی در سراسر فلسطین بود که تحت نظارت مرجع عالی عربی تشکیل می‌شد.
رفیق التمیمی به دنبال صدور قطعنامهٔ بین‌المللی تقسیم فلسطین در ۲۹ نوامبر ۱۹۴۷ و آغاز درگیری بین عرب‌ها و یهودیان، نقش برجسته‌ای در تأمین دفاعیات لازم برای شهر یافا به عنوان عضو کمیتهٔ عالی عرب ایفا کرد. او را مأمور کردند تا به یافا سفر کند، در ۵ دسامبر ۱۹۴۷ او پیامی مبنی بر سلب اختیارات نظارت بر امنیت شهر از کمیتهٔ ملی و اعطای آنها به رهبر سابق سازمان «النجادة»، محمد نمر الهواری، ابلاغ کرد. الهواری به زودی از اختیارات اعطا شده به او بر اساس نامهٔ مأموریت خود، فراتر رفت که باعث شد او را به تبعید اجباری در قاهره فرا بخوانند. سپس رفیق التمیمی مأمور شد تا به همراه حسن سلامه در تشکیل یک پادگان نظامی برای دفاع از شهر یافا شرکت کند.
پس از پایان جنگ جهانی دوم، التمیمی به عضویت کمیتهٔ عالی عرب انتخاب شد و مدیریت دفتر آن در قدس، قبل از تقسیم فلسطین را بر عهده گرفت. هنگامی که نکبت ۱۹۴۸ رخ داد، التمیمی به دمشق مهاجرت کرد و در آنجا به تدریس تاریخ در دانشگاه سوریه و به حرفهٔ وکالت مشغول به کار شد.

## درگذشت
رفیق التمیمی در سال ۱۹۵۷ در دمشق در سن ۶۷ سالگی درگذشت و در قبرستان جبل المهاجرین به خاک سپرده شد. او پیش از مرگ، کتابخانهٔ شخصی خود را به کتابخانه الظاهریه در دمشق که وابسته به فرهنگستان زبان عربی در دمشق است، اهدا کرده بود.

## آثار
مؤلفاتی از او به جای مانده است، مانند:
- ولاية بيروت، مشترک با محمد بهجت. دو جلد، ۱۹۱۴
- الإقطاع وأول إقطاع في الإسلام، ۱۹۴۵
- الحروب الصليبية، ۱۹۴۵
- حوض البحر المتوسط، ۱۹۴۵
- تاريخ أوربا الحديث، ۱۹۴۶
- تاريخ العصر الحديث، ۱۹۴۶
- تاريح الحروب الصليبية